# Барнсвілл (Джорджія)
Барнсвілл (англ. Barnesville) — місто (англ. city) в США, в окрузі Ламар штату Джорджія. Населення — 6292 особи (2020).

## Географія
Барнсвілл розташований за координатами 33°3′8″ пн. ш. 84°9′9″ зх. д. / 33.05222° пн. ш. 84.15250° зх. д. (33.052217, -84.152582).  За даними Бюро перепису населення США в 2010 році місто мало площу 15,80 км², з яких 15,71 км² — суходіл та 0,09 км² — водойми.

## Демографія
Згідно з переписом 2010 року, у місті мешкало 6755 осіб у 2273 домогосподарствах у складі 1342 родин. Густота населення становила 427 осіб/км².  Було 2608 помешкань (165/км²).
Расовий склад населення:
| - 56,4 % — чорних або афроамериканців - 40,5 % — білих - 0,3 % — азіатів - 0,2 % — корінних американців |

До двох чи більше рас належало 1,9 %. Частка іспаномовних становила 1,6 % від усіх жителів.
За віковим діапазоном населення розподілялося таким чином: 18,5 % — особи молодші 18 років, 68,8 % — особи у віці 18—64 років, 12,7 % — особи у віці 65 років та старші. Медіана віку мешканця становила 30,2 року. На 100 осіб жіночої статі у місті припадало 84,0 чоловіків;  на 100 жінок у віці від 18 років та старших — 80,0 чоловіків також старших 18 років.
Середній дохід на одне домашнє господарство  становив 43 893 долари США (медіана — 28 625), а середній дохід на одну сім'ю — 53 175 доларів (медіана — 36 739). Медіана доходів становила 40 671 долар для чоловіків та 31 586 доларів для жінок. За межею бідності перебувало 33,3 % осіб, у тому числі 50,4 % дітей у віці до 18 років та 9,8 % осіб у віці 65 років та старших.
Цивільне працевлаштоване населення становило 1998 осіб. Основні галузі зайнятості: освіта, охорона здоров'я та соціальна допомога — 25,9 %, виробництво — 21,6 %, мистецтво, розваги та відпочинок — 11,5 %, роздрібна торгівля — 8,1 %.